# 月城セシル
月城 セシル（つきしろ せしる、3月14日
 - ）は、日本のバーチャルYouTuber。

## 概要
《愛と勇気と希望を届けるヴァーチャルシンガー》をモットーに、歌をメインに活動するVtuber。
 アニソンシンガーを目標にYouTubeにて活動。特撮やロボットソングのレパートリーが多く、作品自体もよく知っている。また、懐メロも詳しく、懐メロ特集の歌枠を行うこともある。
プラモデルにも精力的に活動しており、独自のコンペディションを行ったり、GBWCやマクロスモデラーズへの応募などを行っている。好きなMSはグフカスタム。
2021年9月にデビューし、この時は汎用モデルを使用。2022年11月にオリジナルモデルに変身。ママはみゃーこ、パパは望乃羽てくと。
2024年3月に衣装追加（バニー）に合わせてLive2Dがzearuが担当。 5月には差分の艦長衣装も追加された。

## 略歴
2021年
- 9月5日、初配信[1]
- 12月4日、収益化達成[9]

2022年
- 11月26日、新Live2Dモデル発表[10]
- 12月16日、CH登録者5000人達成[11]

2023年
- 11月26日、CH登録者1万人達成[12]

2024年
- 3月14日、新衣装「バニー」発表[6][7]
- 4月27日、新衣装「艦長」発表[8]
- 5月19日、CH登録者2万人達成[13]
- 9月6日、クラウドファンディング［響け！愛と勇気と希望の歌声！Vsinger「月城セシル」アニメ特撮カヴァーソングアルバム制作プロジェクト］支援額は目標額の255%を達成率[14]
- 11月22日アニメ『機動戦士ガンダム 第08MS小隊』のオープニング楽曲『嵐の中で輝いて』を米倉千尋さんご本人と歌うコラボ動画を公開。[15]

## 活動

### ゲーム
- Steamゲーム「アイドリングアイドル」主演声優担当（2022年1月7日、+LIVE）[16]
- Steamゲーム『絶体絶命少女 虚空の方程式』主題歌/ヒロインCV担当（2023年8月25日、+LIVE）[17]

### 雑誌
- 『Vtuberスタイル 3月号』掲載（2023年2月28日、Vtuberスタイル）[18]
- 『Vtuberスタイル 9月号』掲載（2023年8月28日、Vtuberスタイル）[19]
- 『Vtuberスタイル 12月号』にて「絶体絶命少女 虚空の方程式」インタビュー記事掲載（2023年11月28日、Vtuberスタイル）[20]

### ライブ・イベント
- 第2回歌ってみた甲子園　課題曲「ヴァンパィア」第5位入賞（2021年11月30日、歌ってみた甲子園）[21]
- バーチャル物産展in九州 出演（2022年4月10日、バーチャル物産展）[22]
- INDIE Live Expo 2022 応援放送パートナー就任（2022年5月21日、INDIE Live Expo）[23]
- ネットおしゃべりフェス 春のトライアル祭り 出演（2022年6月26日、おしゃべりフェス）[24]
- バーチャル物産展いい音選手権 出演(MC担当)（2022年9月11日、バーチャル物産展）[25]
- ときフェス！Vol.2 〜ときめきVR 大集合フェスティバル〜 出演（2022年12月23日、ときめきVR）[26]
- ときめきVR2月PR大使就任（2023年2月1日、ときめきVR）[27]
- ときめきVR3月PR大使就任（2023年2月28日、ときめきVR）[28]
- iPhone即日修理屋さん全国6店舗ポスターモデル（2023年4月26日、iPhone即日修理屋さん）[29]
- ときめきVR9月PR大使就任（2023年8月28日、ときめきVR）[30]
- ぶいかふぇ♪ vol.14に出演（2024年3月17日、ぶいかふぇ♪）[31]
- ぶいかふぇ♪ vol.28に出演（2024年3月17日、ぶいかふぇ♪）[32]
- virtual music award2024spring出演（2024年3月17日、virtual music award）[33]
- ぶいかふぇ♪FES2024にてアニソン歌手いとうかなこ様とコラボ歌唱（2024年5月5日、ぶいかふぇ♪）[34]
- ぶいかふぇ♪ vol.46に出演（2024年7月12日、ぶいかふぇ♪）[35]
- ぶいかふぇ♪ vol.74に出演（2024年12月20日、ぶいかふぇ♪）[36]
- 帰ってきたプラモ大好き声優のプラトーーク!!～泰勇気が組んだプラモ100個を振り返りながら飲む会～ にゲスト出演(2025年1月12日 プラトーーク!!)[37]
- 月城セシル1st特撮アニソンカヴァーソングアルバム【セシィ's魂】発売記念リリースイベントを開催[38]
- ぶいきゃすコレクションに出演[39]
- ぶいかふぇ♪ vol.141に出演予定（2025年7月26日、ぶいかふぇ♪）[40]

## ディスコグラフィ

### アルバム
| 発売日        | タイトル    | 規格品番号    |
| ------------- | ----------- | ------------- |
| 2025年2月20日 | セシィ's 魂 | 4562477380383 |

### デジタルシングル
| 配信日        | タイトル | 規格品番 |
| ------------- | -------- | -------- |
| 2022年8月22日 | 百花繚乱 | MU1D1343 |

### ミュージックビデオ
| 公開日 | 公開日  | タイトル                           | リンク     | 制作                                                                                                   |  |
| ------ | ------- | ---------------------------------- | ---------- | --- |  |
| 2022年 | 5月6日  | 青い月の鎮魂歌-requiem-            | [ 動画 1 ] | こぅもりちゃん（作詞/作曲）、なかにし（動画）、甘井める（イラスト）                                    |  |
| 2022年 | 8月22日 | 百花繚乱                           | [ 動画 2 ] | 多田慎也（作詞/作曲）、島田尚（編曲）、こぅもりちゃん（動画）、公子（イラスト）                        |  |
| 2022年 | 9月4日  | ｼﾓbのうた                          | [ 動画 3 ] | こぅもりちゃん、こぅもりちゃんMARKⅡ（作曲）、月城セシル、ｼﾓb（作詞）、ｼﾓb（イラスト）                  |  |
| 2023年 | 8月4日  | 迷子の流れ星                       | [ 動画 4 ] | しゅなうざー（作詞/作曲）、株式会社KIZAWA studio（動画）                                               |  |
| 2023年 | 9月16日 | ごめんなぱぃなぽぅ                 | [ 動画 5 ] | こぅもりちゃん（作詞/作曲）、こぅもりちゃんMk-II（ギター）、やまだあらた（動画）、みゃーこ（イラスト） |  |
| 2024年 | 6月28日 | レディゴーバディーゴーストレイザー | [ 動画 6 ] | 松島州伸（作詞/作曲）、Nakamura Syonosuke(ミックス)                                                    |  |
| 2025年 | 3月14日 | ムゲン宇宙速度 feat. 夜明けの明星  | [ 動画 7 ] | Produced by(夜明けの明星 or YoakenoMyojo)、Recording&Mixing.Toma、Mastering.Toma                       |  |

### 参加作品

#### アルバム
| 発売日        | 商品名                                                       | 楽曲     | 歌唱       | 品番        | 規格品番 |
| ------------- | ------------------------------------------------------------ | -------- | ---------- | ----------- | -------- |
| 2023年9月27日 | Various Artists「反実在論 歌ってみた甲子園コンピレーション」 | 百花繚乱 | 月城セシル | 音楽配信 CD | MUCD1516 |

### 動画
1. ↑  team ぱゃぱゃぬ〜どるず（ボカデュオでのコラボ作品） (2022-05-06), 【original MV】青い月の鎮魂歌-requiem-【team ぱゃぱゃぬ〜どるず】 2024年10月18日閲覧。
2. ↑  dreamusic (2022-08-22), 月城セシル「百花繚乱」 Music Video 2024年10月18日閲覧。
3. ↑  月城セシル（１周年の記念にファンのみんなとの思い出をこめた作品） (2022-09-04), 【１周年記念】ｼﾓbのうた【オリジナルソング】 2024年10月18日閲覧。
4. ↑  +LIVE (2023-08-04), 絶体絶命少女 『迷子の流れ星』 【主題歌】 2024年10月18日閲覧。
5. ↑  月城セシル (2023-09-16), 【original MV】ごめんなぱぃなぽぅ【月城セシル】 2024年10月18日閲覧。
6. ↑  月城セシル (2024-06-28), X(時空戦士　ストレイザー　(チームバスターフラッシュ)@straizer_teamBF) 2024年10月21日閲覧。
7. ↑  月城セシル (2024-06-28), 【月城セシル】ムゲン宇宙速度 feat. 夜明けの明星【Original Song】 2025年6月19日閲覧。